# Literatura de Surinam
La literatura de Surinam comprende las expresiones literarias orales y escritas del país suramericano de Surinam.

## Literatura escrita

### Siglos XVI y XVII
Los primeros encuentros con los habitantes amerindios de las Guayanas, determinaron la producción de imágenes mitológicas, entre las que destaca la creencia en la existencia de Parima, un nombre de El Dorado.

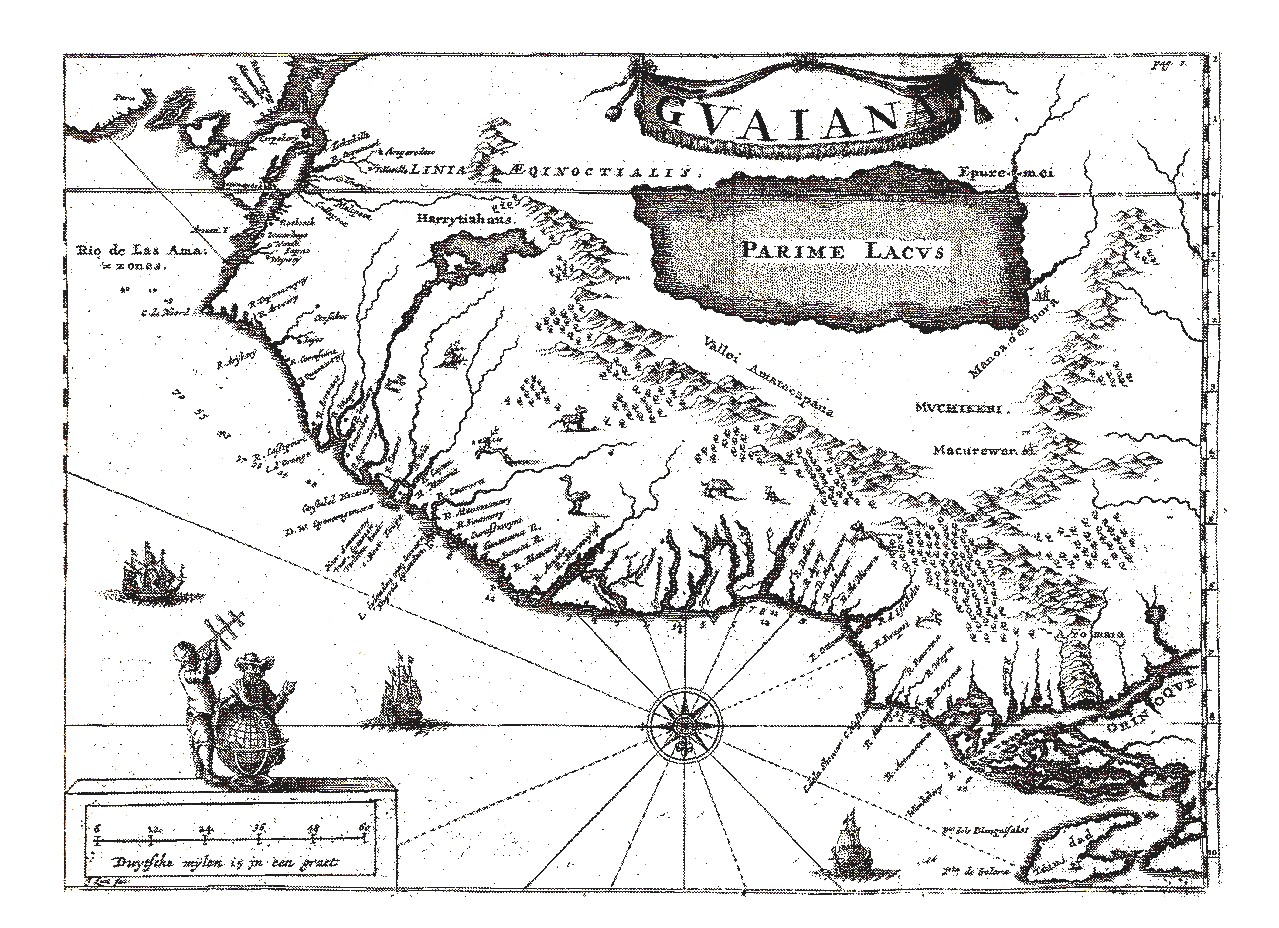
Mapa de las Guayanas del siglo XVII con la presunta ubicación de Parima.

En el transcurso del siglo XVII el territorio es cada vez más apetecido por diferentes naciones europeas, lo cual lleva al acuerdo colonial de reparto de tierras del Tratado de Breda, firmado en 1667, en el cual se atribuye el actual territorio de Surinam a las Provincias Unidas de los Países Bajos.
Los contornos del país están determinados principalmente por los proyectos de los holandeses. Las expresiones escritas se reducen a informes, diarios personales, folletos y transcripciones de canciones en el marco de una sociedad colonial y esclavista. Aunque durante este periodo no existen obras de ficción escritas, algunos textos como el diario de Elisabeth van der Woude, de 1676, tienen una notable calidad estética.

### 1700-1775
Parte del siglo XVIII se caracterizó por los ataques de los esclavos fugitivos, los plantadores y las patrullas de persecución. Escritores europeos de lengua que publicaron fuera de Holanda como la británica Aphra Behn, el francés Voltaire y el escocés John Gabriël Stedman describieron la situación. Sin embargo, su influencia fue muy baja en autores neerlandeses como Wolter Robert van Hoëvell o Julien Wolbers.

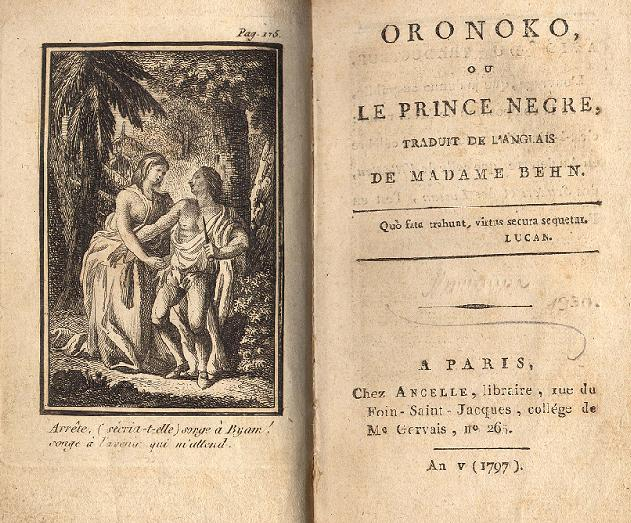
Portada y primera página de la edición francesa de 1797 de Oroonoko de la escritora británica Aphra Behn.

Oroonoko de Aphra Behn, pese a ser una figura muy significativa en la representación europea posterior, aunque fue publicado en 1688 sólo vio la luz en el siglo XX en los Países Bajos. Las expediciones del capitán escocés Stedman Narrative of a five years' expedition against the revolted Negroes of Surinam de 1796, además de sus expresivos grabados y su prosa decimonónica.
Dos figuras notables por su trabajo dentro de la sociedad colonial fueron el pastor Johann Wilhelm Kals y el gobernador Jan Jacob Mauricius, quienes se oponían a los excesos del sistema. Con su obra satírica Het Surinaamsche Leeven (La vida en Surinam, de 1771) se dio a conocer en esta época el autor Don Experientia. Por su parte, las reflexiones del Siglo de las Luces modificaron la imagen de la sociedad surinamesa de este tiempo, basada en la vida en las plantaciones. En ese sentido, los negros dejaron de ser simples salvajes no civilizados. El texto anónimo La historia de un negro de los años 1770 creó el personaje del amo bueno, que la escritora sentimentalista Elisabeth Maria Post desarrolló en su obra Reinhart de principios de los años 1790, constituyendo el primer texto en holandés donde se trata con profundidad sobre la cuestión de la esclavitud.
Ninguno de esos textos tiene protagonistas negros. Sólo con Historia de un negro, de un anónimo, se le dio voz a un testigo directo de la esclavitud. Por su parte, Quassie van Timotibo es una figura relevante de esta época, sobre todo por su alianza con el colonizador y su particular posición dentro del sistema de la época.

### Finales del siglo XVIII
Con la llegada del Siglo de las Luces la esclavitud se convirtió en un tema relevante de la literatura de los Países Bajos. De hecho, las últimas décadas del siglo XVIII constituyeron un momento de gran importancia para la literatura de Surinam, cuando se observan los primeros avances de una obra local, no obstante los Países Bajos sigan siendo un punto de referencia importante para el imaginario y la cultura de la colonia.
Aunque durante este periodo el apogeo colonial ya había pasado, se puede apreciar un cierto renacimiento cultural se puede explicar con base en factores como el desarrollo de una población permanente, el incremento del intercambio interracial, un mayor control de la economía de las plantaciones desde Paramaribo, así como una mayor orientación hacia Europa donde las nuevas ideas alimentaron el debate intelectual y social. Durante este periodo fue relevante la contribución del grupo judío al país, que se desplazó de la Jodensavanne a la capital, donde establecieron sus organizaciones, produciendo asimismo una valiosa fuente histórica, el Ensayo histórico de la colonia de Surinam, publicado en 1788 por David Nassy y otros.

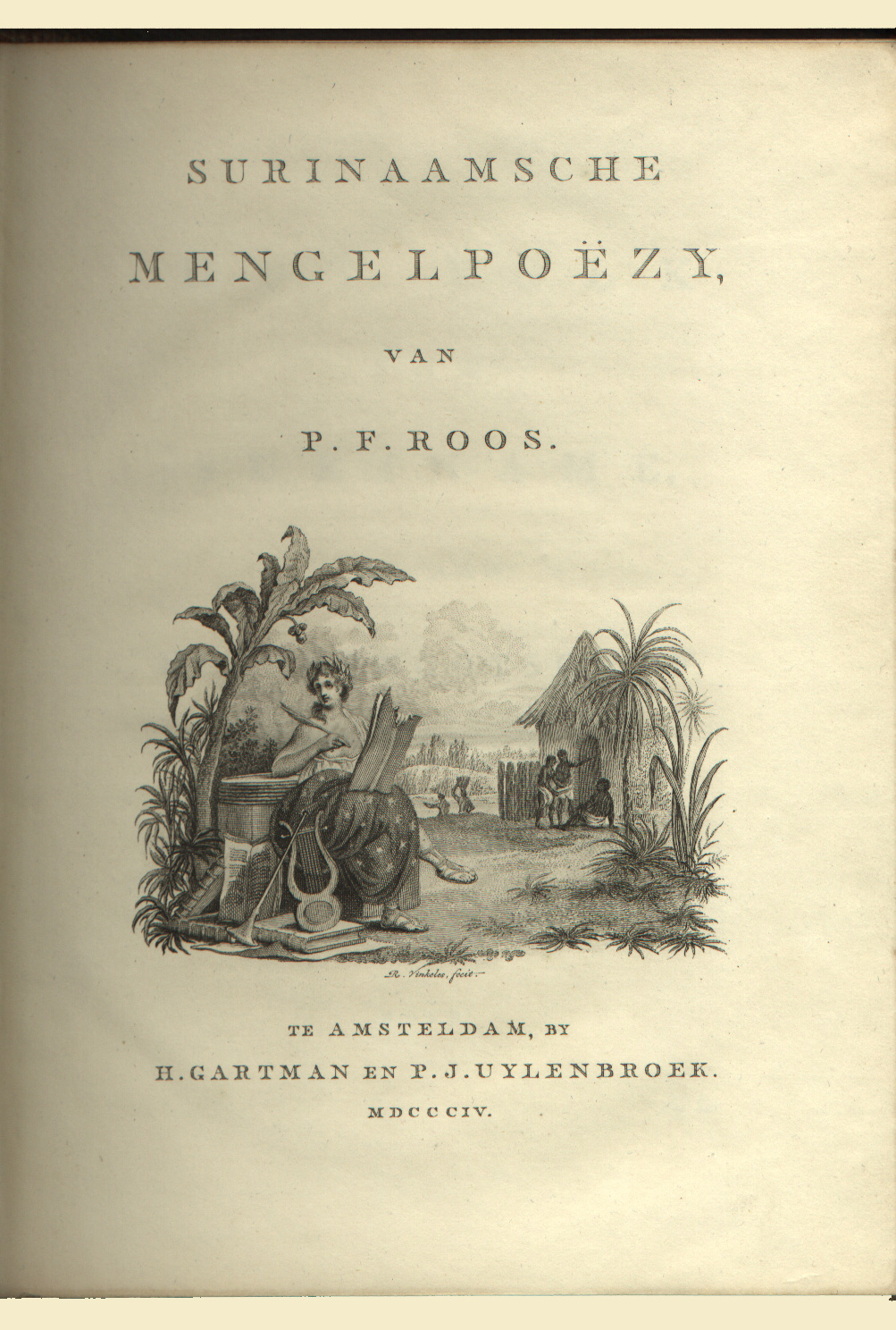
Primera página de Surinaamsche mengelpoëzij de 1804 de Paul François Roos.

Los más antiguos registros de una actividad teatral en el territorio datan de los años 1870, destacándose la compañía Verreezene Phoenix. Hubo importantes trabajos lingüísticos en el área de las lenguas autóctonas y criollas, pero aparte de un texto en sranan, se trató de documentos recopilados por los misioneros. Con base en la publicidad para las subastas de esos textos, se puede concluir que estos terminaban en las manos de personas adineradas con colecciones importantes. Las oportunidades educativas registraron cierta mejoría, aunque muy moderada. W.J. Beeldsnyder Matroos comenzó la publicación en 1772 y dos años más tarde lanzó el periódico Weekelyksche Woensdaagsche Surinaamse Courant. Esta iniciativa tuvo varios seguidores, como De Surinaamsche Nieuwsvertelder que se destacó por sus obras agudas y de carácter satírico. El Surinaamsche Courant, que vio la luz en 1790, aparecería en todas las ediciones hasta 1883. Aunque en no existían librerías, la primera biblioteca pública abrió sus puertas en 1783.
La vida social se incrementó notablemente con la creación de logias masónicas, colegios científicos y varias sociedades literarias, y colecciones como Letterkundige Uitspanningen (Diversiones literarias). En este contexto destacan Jacob Voegen van Engelen y su revista De Surinaamsche Artz, el autor de versos satíricos Hendrik Schouten, así como el autor de obras mayores Paul François Roos.
Algunos de sus textos conserva un interés por su fuerza satítica (Voegen van Engelen y Schouten), o por la descripción dinámica de su arte (Roos). Los tres son asimismo representativos de una sociedad colonial que envió a los Países Bajos sus principales frutos. Pero los tres también muestran una particular afección por su nueva tierra, los dos primeros más críticos que el último, que distorsionó algunas realidades con descripciones idealizadas. Todos decidieron quedarse en el país y allí fallecieron. Los tres contribuyeron a que por primera vez fuese posible hablar en Surinam de una intensa vida literaria y de la emergencia de un circuito literario.

### Siglo XIX

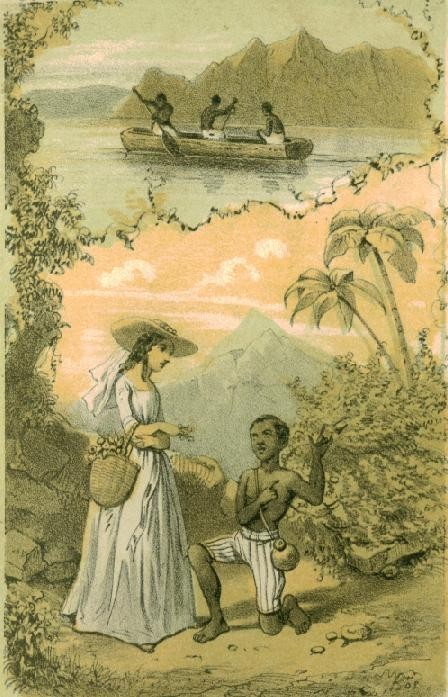
Nederlandse fictie over Suriname: Illustratie uit het verhaal ‘De jonge boschneger’ van Elise (eig.: Elisa van Calcar, geb. Schiotling (1822-1904)), uit de bundel jeugdverhalen Uit verre landen en van nabij (1857).

En el siglo XIX no se da con propiedad un desarrollo literario en Surinam. Mientras que los Países Bajos son el faro cultural de la colonia, está sólo es vista desde Europa en términos económicos. La preeminencia de una sociedad colonial dada a la censura, las grandes iniciativas no se vieron favorecidas, aunque algunas iniciativas individuales dieron ímpetu a la vida literaria local. Entre ellas destaca la de H.C. Focke, el probable autor en los años 1830 de `Prueba de la poesía negro-inglesa', titulada Njoe-jaari-singi Voe Cesaari. Focke fue uno de los miembros activos de la Sociedad General de Servicios Públicos (Maatschappij tot Nut van 't Algemeen) durante la primera mitad del siglo, el cual funcionó como el principal promotor de la actividad intelectual, y fue asimismo en 1855 el autor de la primera impresión del Neger-Engelsch woordenboek.
El reverendo Cornelis van Schaick, quien vivió en Surinam de 1852 a 1861, se destacó como un enérgico escritor en los periódicos locales, desarrollando una Colección de poemas para la juventud surinamesa.

### 1890-1923

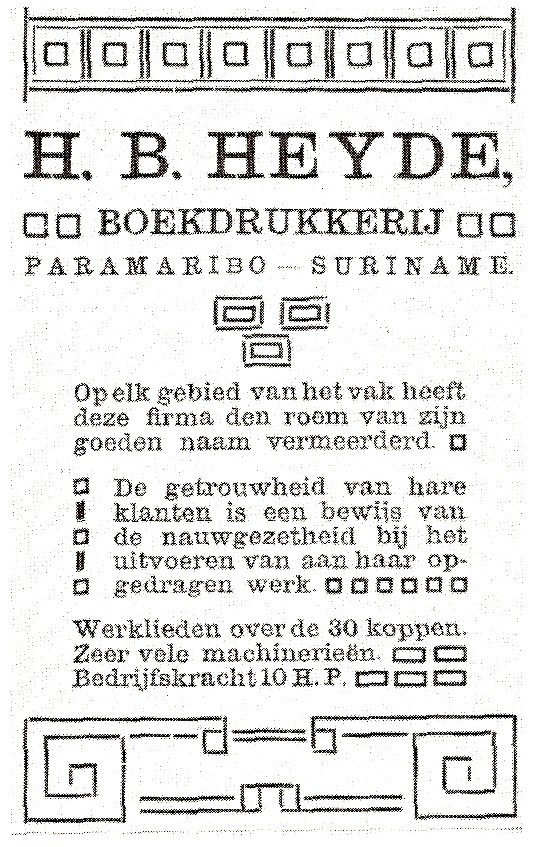
Advertentie van drukkerij H.B. Heyde.

La parte de la colonia que podía considerarse como de cultura urbana literaria, vio tras los años 1890 un florecimiento de la vida cultural que hacía un siglo no se conocía. Este ímpetu se limitó en líneas generales a Paramaribo, donde las clases altas habían sufrido transformaciones.

### Siglo XXI

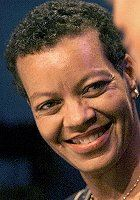
Marylin Simons

En la actualidad se ha desarrollado una gran actividad en el campo de la literatura infantil, con importantes aportes por parte de Ismene Krishnadath así como de Marijke van Mil y Marylin Simons, autora en 2003 de Carrousel. Otras escritoras destacadas han sido Ellen Ombre, Annel de Noré, Rita Rahman, Mala Kishoendajal y Annette de Vries. Karin Amatmoekrim es por su parte la primera autora que desarrolla literaramente el tema de la inmigración javanesa en Wanneer wij samen zijn (Cuando estemos juntos). Otras novelas de su autoría son Het knipperleven (El parpadeo de vida) de 2004 y Tito de 2009. Clark Accord por su parte se destacó en 1999 con la publicación de su novela De koningin van Paramaribo ('La reina de Pramaribo').